# Yōko di Mikasa
Yōko di Mikasa (瑶子女王?, Yōko Joō; Tokyo, 25 ottobre 1983), è una principessa membro della famiglia imperiale del Giappone; seconda figlia del Principe Tomohito di Mikasa e di sua moglie Nobuko. Appartenente al ramo "Mikasa-no-miya" (三笠宮?) della Casa Imperiale, la Principessa porta avanti attività e impegni legati alla memoria di suo padre - dal quale ha ereditato alcuni patrocini - ed è attiva in eventi sociali e rivolti al benessere delle persone con disabilità.

## Biografia

### Primi anni di vita e formazione
Yōko di Mikasa è nata a Tokyo il 25 ottobre 1983.
La principessa ha frequentato le scuole elementari, medie e superiori all'istituto Gakushūin. Ha conseguito la laurea in studi giapponesi presso la facoltà di studi interculturali del Collegio femminile del Gakushūin.

### Carriera
Dal dicembre del 2006 al novembre del 2012, è stata attiva in diverse attività di volontariato, in particolare con la Società della croce rossa giapponese. Nell'agosto del 2013 è diventata patrona della International Association for Universal Design (IAUD). Il 21 novembre successivo, ha partecipato alla cerimonia di commemorazione per il 10º anniversario della creazione dello IAUD tenutasi a Yokohama. Ha assunto la presidenza dell'organizzazione dopo la morte del padre. Nel gennaio del 2014, è diventata presidente dell'Organizzazione del welfare sociale Yuai Jyuji kai.

### Apparizioni pubbliche
Nell'ottobre del 2003, è diventata un membro adulto della famiglia imperiale e ha iniziato a partecipare a cerimonie ufficiali ed eventi, come feste in giardino e cerimonie di Capodanno, con gli altri membri della famiglia imperiale.
Pratica la tradizionale arte marziale giapponese del kendō dalla più tenera età e, nel 2005, è stata selezionata per partecipare a tornei espositivi in Francia e in Germania e all'esposizione internazionale di Aichi tenutasi nello stesso anno. Nel luglio dell'anno successivo, ha partecipato alla convention nazionale della Kendo Housewives.

### Morte del padre
Il 6 giugno 2012, il principe Tomohito è morto per insufficienza multiorgano. La sua cerimonia funebre, chiamata "Renso no Gi," si è tenuta presso il cimitero imperiale Toshimagaoka di Bunkyō e vi hanno partecipato la principessa Yōko e altri membri della famiglia imperiale. Nel giugno dell'anno successivo, l'Agenzia della Casa Imperiale ha comunicato che avrebbe ridotto il numero dei rami della famiglia imperiale dopo la scomparsa del principe Tomohito avvenuta un anno prima. La famiglia guidata del defunto principe è stata integrata in quella guidata dal principe Mikasa. Il provvedimento è stato applicato retroattivamente al 6 giugno dell'anno precedente, giorno della morte del principe. Come risultato, il numero dei rami della famiglia imperiale è sceso a cinque, esclusi quelli guidati dall'imperatore Akihito e dal principe ereditario Naruhito. I funzionari dell'agenzia hanno affermato che l'integrazione delle famiglie non cambierà le modalità di vita dei tre ex membri del nucleo familiare del defunto principe o la quantità di spese di soggiorno che ricevono dalle casse dello Stato.

### Salute
L'8 febbraio 2022, la principessa Yōko è stata ricoverata all'ospedale dell'Università imperiale di Tokyo a causa di una polmonite sopraggiunta dopo che la principessa era risultata positiva al Covid-19. La principessa Yōko lasciò l'ospedale il 16 febbraio dopo essere risultata negativa ad un secondo test da Covid-19. Ricevette il permesso di tornare nella sua tenuta di Akasaka dove, più tardi, avrebbe terminato la convalescenza dalla polmonite, guarendo. I medici diedero il loro permesso dopo aver giudicato stabili le condizioni della principessa.

## Titoli e trattamento
- dal 25 ottobre 1983: Sua altezza imperiale la principessa Yōko di Mikasa